# 1000 km di Brands Hatch 1982
La 1000 km di Brands Hatch 1982 è stata una competizione automobilistica di durata disputatasi il 17 ottobre di quell'anno, valevole per il titolo piloti del Campionato mondiale Endurance 1982 (non valida invece per quello costruttori), di cui fu l'ottava e ultima gara della stagione.

## Contesto
La Porsche aveva già in tasca il titolo costruttori e non era intenzionata ad iscriversi alla gara, ma il suo pilota di punta Jacky Ickx era ancora in competizione con Riccardo Patrese, alla guida della Lancia LC1, per quello piloti e convinse la casa di Stoccarda a gareggiare. Sotto il diluvio che afflisse il week-end di gara si fecero notare in prova le Ford C100, seguite in griglia dalle Lancia di Patrese/Fabi al 3º posto e di Alboreto/Ghinzani al 4°.

## La gara
Al via della corsa le Ford presero subito il comando e in questa fase iniziale le due vetture americane corsero affiancate, con lo scopo di restare entrambe fuori dalla nube d'acqua sollevata da chi precede, ma questa tattica non portò i risultati sperati e le due vetture si eliminarono a vicenda, carambolando in mezzo alla pista e costringendo il direttore di gara a sospenderla: in quel momento Ickx aveva circa 6,3 secondi di vantaggio su Patrese.
Alla ripartenza Hans Stuck guida la gara con la sua Sauber, seguito dalla Ford C100 di Marc Surer, dalla Porsche 935 del britannico John Fitzpatrick, da Ickx, da Bob Wollek sulla Porsche 936C e da Teo Fabi, mentre Alboreto era attardato. Smette di piovere, ma la pista è sempre bagnatissima e nel volgere di pochi giri le due vetture in lotta per il titolo si portano in testa e dettano il loro ritmo sia in pista che ai box, ma la Porsche è più assetata e deve fare un rifornimento in più: questo le impone di recuperare un ritardo di oltre un minuto su un tracciato che va asciugandosi e la cui aderenza cambia di giro in giro. Ickx inizia una rimonta forsennata e alla fine transita sotto la bandiera a scacchi con un ritardo di solo 1,6 secondi e quindi vince la gara con 4,7 secondi di vantaggio: il primo titolo mondiale piloti Endurance va a Jacky Ickx (95 punti), Patrese è secondo con 87 punti.